# MagSafeバッテリーパック
MagSafeバッテリーパック（マグセーフバッテリーパック）は、Appleが開発・製造・販売していたワイヤレス充電モバイルバッテリーである。
MagSafeを搭載しており、iPhone 12以降の機種およびAirPodsPro2の背面に磁力で吸着させ充電できる。Qiとの互換性があり、対応機種であればAirPodsやAndroidスマートフォンなども無線充電が可能である。
2023年9月13日のApple Event開催後に公式販売ページから削除された。

## 製品概要
MagSafeバッテリーパックの取りつけは対応のiPhone（iPhone 12以降）にMagSafeの磁力で正確な位置にくっつけ、安全で楽に効率的な充電ができる。
なお、バッテリー駆動の延長時間は以下通りになる。
　iPhone 12 miniまたはiPhone 13 miniでは、バッテリー駆動時間が最大70%長く
　iPhone 12、iPhone 12 Pro、iPhone 13、iPhone 13 Pro、iPhone 14、iPhone 14 Proでは、バッテリー駆動時間が最大60%長く
　iPhone 12 Pro Max、iPhone 13 Pro Max、iPhone 14 Plus、iPhone 14 Pro Maxでは、バッテリー駆動時間が最大40%長く
自動的に充電が始まるため、オンとオフの切り替えは不要。
磁力干渉についてAppleはクレジットカードやキーフォブにも干渉しないと言っている。
MacBookに同梱されているような27W以上の充電器と組み合わせると、MagSafeバッテリーパックによる充電がさらに高速になり、Lightningケーブルを接続すれば、最大15Wの充電ができるMagSafe（ワイヤレス）充電器としても使える。
長期にわたって電源に接続されている（充電器として使っている場合も含む）場合、バッテリーの状態を維持するための充電管理機能が働く。
同梱物は本体と簡易説明書のような紙類のみ。充電器などは別売りである。

使う際は、前もって Lightning - USB ケーブルと 20 W 以上の電源アダプタを使ってフル充電しておくとよい。
1. Lightning - USB ケーブルの Lightning端子をMagSafeバッテリーパックのLightningコネクタに差し込む
2. アダプタをコンセントに接続して、バッテリーパックのステータスランプが緑で点滅するまで待つ。

なお、充電残量は接続するiPhoneで確認することができる。
ホーム画面で充電状況を確認するには、バッテリーウィジェットを追加する。
1. ホーム画面のウィジェットを追加したいページを表示して、App が小刻みに揺れ始めるまで背景を長押し。
2. 画面の上部にあるウィジェットの追加ボタンをタップし、ウィジェットギャラリーを開き、
3. スクロールするか検索して「バッテリー」を見つけてタップ
4. 使いたいサイズが表示されたら「ウィジェットを追加」をタップし、「完了」をタップ

## 歴史
- 2021年7月13日 （米国時間） - MagSafeバッテリーパックを発表。
- 2023年9月13日 - 公式サイトでの販売が終了。